# Rémi Delatte
Pour les articles homonymes, voir Delatte.
Rémi Delatte né le 9 juin 1956 à Dijon (France), est un homme politique français, membre du parti Les Républicains. 
Il est député de la 2e circonscription de la Côte-d'Or de 2007 à 2022, maire de Saint-Apollinaire de 1995 à 2017, chef d'exploitation agricole de profession.

## Biographie
Rémi Delatte naît le 9 juin 1956 à Dijon, fils de Charles Delatte (1922-2003) et de Charlotte Delatte, née Goudot (1924-2019), cadet d'une fratrie de sept. Il se marie en 1981 avec Chantal Thivant avec laquelle il a deux enfants.

### Fonctions politiques

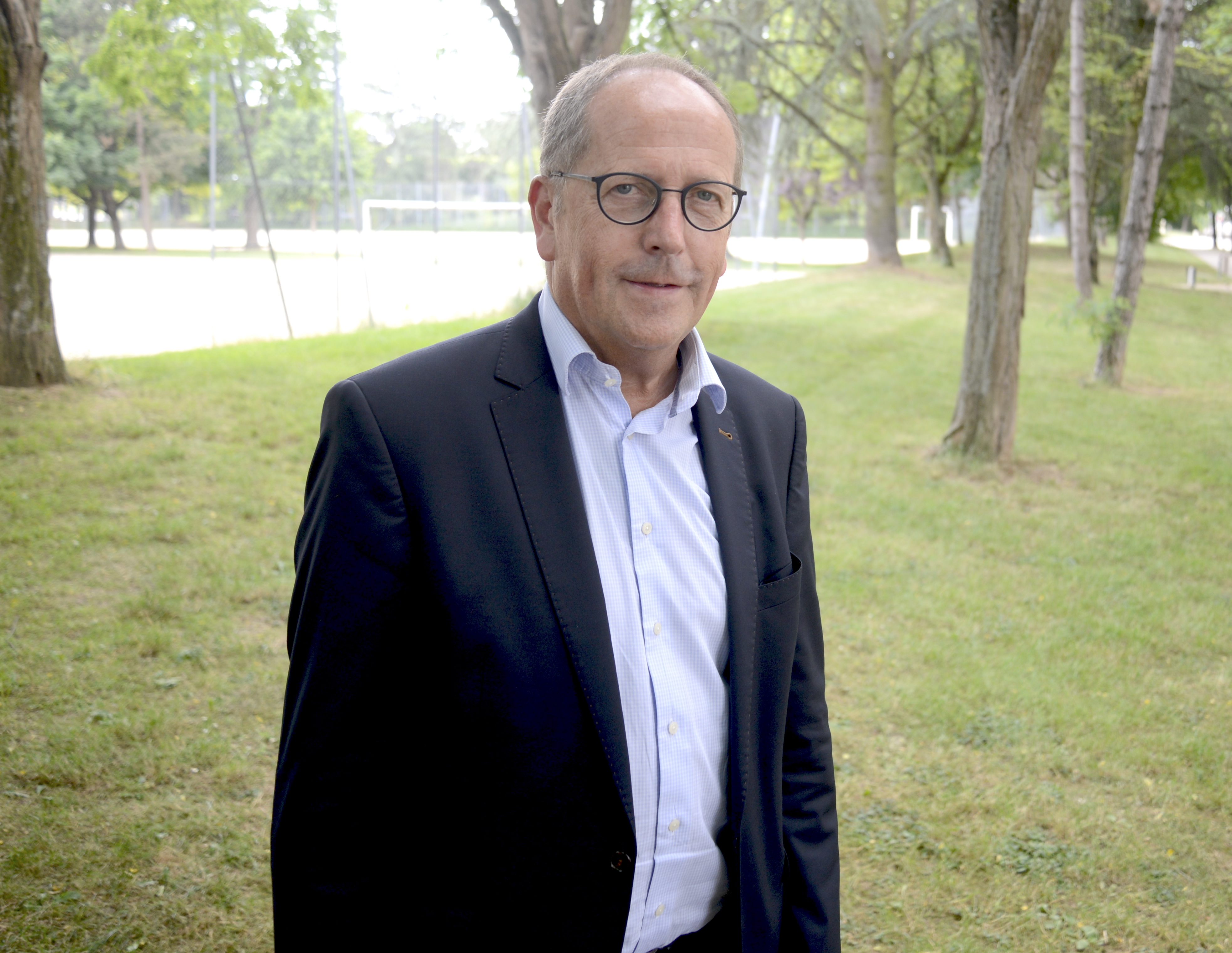
Rémi Delatte, le 15 juin 2017 à Dijon.

Rémi Delatte est conseiller municipal à Dijon pendant deux mandatures de 1983 jusqu'en 1995 (réélu en 1989).
Il devient maire de Saint-Apollinaire pour la première fois en 1995 (réélu en 2001, 2008 et 2014) et est vice-président du Grand Dijon de 1995 à 2001.
Il est aussi conseiller régional de la région Bourgogne de 1998 à 2007, élu une première fois sur la liste de l'UAB (Union pour la Bourgogne, réunissant les deux partis de droite et du centre-droit RPR et UDF) derrière Jean-Pierre Soisson. Il fait partie de l'alliance entre la droite et l'extrême droite (UMP-CPNT-FN) qui élit Jean-Pierre Soisson. Au Conseil régional il devient Président de la Commission des Marchés jusqu’en 2004, où il développe notamment la plate-forme électronique de dématérialisation des données, « e-bourgogne », devenue, en 2016, « Territoires Numériques », pour la nouvelle région Bourgogne-Franche-Comté. Il est à nouveau élu conseiller régional en 2004 sur la liste UMP et siège alors dans l'opposition régionale à la suite du changement de majorité.
En 2002, il est élu suppléant de Jean-Marc Nudant dans la deuxième circonscription de la Côte-d'Or. En 2007, candidat à la députation dans cette même circonscription (comme titulaire cette fois) avec Joël Abbey pour suppléant, il manque la majorité absolue de 300 voix au premier tour, avant d'être confortablement élu au ballottage (57,52 %) au second. Durant cette législature, il élabore notamment deux rapports ; l’un en 2009 sur « l’identification électronique des professionnels de santé : une condition de la réussite du partage des données de santé » et en 2010 « Le défi de la régulation de la démographie médicale pour une offre de soins équilibrée ».
Il se représente à la députation en juin 2012 avec Anne Erschens pour suppléante, il est réélu et bat le socialiste Pierre Pribetich au second tour.
En tant que parlementaire, il rejoint le 28 novembre 2012 le groupe Rassemblement-UMP à l'assemblée national présidé par François Fillon à la suite de la fracture du groupe parlementaire UMP après le congrès UMP à l'automne 2012. Le groupe s'auto-dissout le 15 janvier 2013, après un accord sur la tenue d'un nouveau vote et de la formation d'une nouvelle équipe dirigeante du parti paritaire Copé/Fillon.
Il soutient François Fillon pour la primaire présidentielle des Républicains de 2016.
Il se représente pour un troisième mandat en juin 2017, avec cette fois Ludovic Rochette, conseiller départemental et maire de Brognon, comme suppléant. Distancé de près de 7 points au premier tour, il l'emporte finalement au second tour avec 52,44 % des suffrages exprimés face à François Deseille, adjoint au maire de Dijon et candidat La République en marche ! - MoDEM.

## Prises de position

### Accusations de censure politique
Le 10 septembre 2011, la mairie de Saint-Apollinaire est accusée par l'auteur de bande dessinée Everland (Martin Vidberg), dans son blog d'avoir empêché la chaîne de télévision local France 3 Bourgogne de réaliser un reportage sur son jeu Casse-toi pov'con, nommé d'après la célèbre petite phrase du Président Nicolas Sarkozy.
Ce jeu aurait dû être présenté à l'occasion du festival Ludimania dans la commune de Saint-Apollinaire. Selon Martin Vidberg, la Mairie aurait fait pression sur les organisateurs du festival en les menaçant de retirer la subvention qu’elle leur accorde, si ceux-ci maintenaient la séance de dédicace prévue avec les auteurs du jeu. Les organisateurs auraient préféré annuler la dédicace, rendant ainsi impossible le reportage, plutôt que de mettre en péril la pérennité de leur festival, faute de subvention.
Dans un communiqué, France 3 Bourgogne indique que son équipe n'a pas pu tourner un reportage sur le jeu Casse-toi pov' con, faute d’avoir pu trouver les auteurs du jeu.
De son côté, Rémi Delatte a démenti formellement avoir exercé de telles pressions. Sur son blog, il affirme qu'il « [n'a] commis aucune pression contre les organisateurs ou les journalistes » et qu’il « met au défi qui que ce soit d’affirmer le contraire » .
Le journal Libération s’interroge sur le fait de savoir si « ce jeu [a] été la victime d'un élu UMP au sens de l'humour limité » ou si « les organisateurs du festival ont surinterprété les réticences de la mairie quand elle a découvert l'existence du jeu ».
Selon le JDD, le stand du jeu disparaît dans la journée et la mairie aurait indiqué que le jeu n'a jamais été présenté.

## Publication
- Rémi Delatte, Un député à vos côtés (réimpr. 2011)

## Mandats électifs

### Mandats locaux

#### Conseil municipal et maire
- 13 mars 1983 - 19 mars 1995 : conseiller municipal au maire RPR de Dijon ;
- depuis le 19 mars 1995 : maire de Saint-Apollinaire.

#### Conseil régional de Bourgogne
- 15 mars 1998 - 28 mars 2004 : conseiller régional majorité UAB : (RPR, UDF)-CPNT-FN, président de la Commission des Marchés ;
- 28 mars 2004 - 15 juillet 2007 : conseiller régional UMP, opposition.

### Mandats nationaux
- 17 juin 2007 - 10 juin 2012 : député de la majorité, membre de la commission des Affaires culturelles, familiales et sociales, devenue commission des Affaires sociales en 2009 ;
- 10 juin 2012 : député de l'opposition, membre de la commission des Affaires sociales ;
- 18 juin 2017 : député de l'opposition, membre de la commission des Affaires économiques